# Georg Reiter
Georg Reiter (* 24 de diciembre de 1986) es un judoka retirado de Austria. Es un cinturón negro de primer grado.

## Carrera
Jugó en el UJZ Mühlviertel. Trabajó en el Heeresleistungssportzentrum. En 2018 puso fin a su carrera.

## Vida personal
Su padre es el ex medallista de bronce olímpico Josef Reiter. Reiter tiene una relación con Tina Zeltner, una judoka retirado de Austria. Juntos tienen un hijo.

## Palmarés internacional
Reiter pudo lograr los siguientes éxitos:
- PJC World Cup Miami 2012
- European Cup Sarajevo 2012
- Campeonato Mundial Militar 2010
- Swedish Open Borås - EJU 2009